# Monochrome (Helmet)
Monochrome è un album della band statunitense Helmet, pubblicato nel 2006 dalla Warcon Enterprises. Questo è il terzo album della band ad essere registrato come un trio, dato che al cantante e chitarrista Page Hamilton, ed a Chris Traynor (chitarrista, ma nella registrazione di questo album in veste di bassista) si è aggiunto il batterista Mike Jost. Anche il bassista Jeremy Chatelain (che sostituì Frank Bello durante il tour di Size Matters) si è unito alla band, ma non in tempo per registrare l'album. Il disco è stato prodotto in collaborazione con Wharton Tiers, che produsse anche i due primi lavori della band, Strap It On e Meantime. I pezzi Money Shot e Bury Me fanno parte della produzione dell'altra band di Hamilton, i Gandhi, ma per l'occasione sono stati nuovamente registrati. Il primo singolo estratto dall'album è Gone, per il quale è stato prodotto anche un video.

## Tracce
Testi e musiche di Page Hamilton, eccetto Brand New e On Your Way Down, di Hamilton, Jost e Traynor.
1. Swallowing Everything - 3:54
2. Brand New - 4:11
3. Bury Me - 4:31
4. Monochrome - 3:50
5. On Your Way Down - 4:16
6. Money Shot - 3:14
7. Gone - 3:31
8. Almost Out of Sight - 4:17
9. Howl - 1:04
10. 410 - 4:37
11. Goodbye - 5:33

## Formazione
- Page Hamilton - voce, chitarra
- Chris Traynor - basso
- Mike Jost - batteria